# Грир, Даббс
Даббс Грир (англ. Dabbs Greer; 2 апреля 1917, Fairview, Миссури — 28 апреля 2007, Пасадина, Калифорния) — американский актёр кино и телевидения. Грир имел характерный голос с южным акцентом, из-за чего его часто приглашали на роли «парней из глубинки», особенно в вестернах. Грир наиболее известен зрителю по исполнению ролей в сериалах «Дымок из ствола» (1956—1974), «Хэнк» (1965—1966) и «Маленький домик в прериях» (1974—1984).

## Биография
Роберт Уильям Грир (настоящее имя актёра) родился 2 апреля 1917 года в городке Фэйрвью (штат Миссури, США), но ещё будучи младенцем переехал с родителями в городок Андерсон в том же штате. Мать — Бернайс Ирен, учитель словесности, отец — Рэндалл Александр Грир, аптекарь. Будущий актёр учился в Университете Друри, где состоял в братстве Лямбда Хи Альфа.
В 1943 году Грир переехал в город Пасадина (штат Калифорния), где и прожил всю оставшуюся жизнь.
В 1938 году Грир впервые снялся в кино — близ городка, где он жил, проходили съёмки ставшего впоследствии знаменитым вестерна «Джесси Джеймс». Актёров массовки набирали из местных жителей и платили им огромные деньги: по 5 долларов в день (около 84 долларов в ценах 2017 года).

Затем на широком экране Грир появился спустя 11 лет, в 1949 году — он исполнил без указания в титрах эпизодическую роль стражника в известном фильме «Господство террора»; а уже в следующем году состоялся дебют актёра на телевидении — в сериале «Дик Трейси». Последнюю свою роль Грир исполнил в возрасте 86 лет — это был эпизод в сериале «Лиззи Магуайер». Свой псевдоним — Даббс — актёр взял в честь бабушки, это была её девичья фамилия.
Актёр никогда не был женат и не оставил после себя наследников. Даббс Грир скончался 28 апреля 2007 года в больнице en:Huntington Hospital от почечной недостаточности на фоне сердечно-сосудистого заболевания. Похоронен актёр на кладбище «Долина мира» в городке Андерсон (штат Миссури).

## Избранная фильмография
За 54 года кинокарьеры (1949—2003) Даббс Грир снялся более чем в 310 фильмах и сериалах, преимущественно во второстепенных и эпизодических ролях.

### Широкий экран
- 1939 — Джесси Джеймс[англ.] / Jesse James — актёр массовки, в титрах не указан
- 1949 — Господство террора / Reign of Terror — стражник на мосту (в титрах не указан)
- 1950 — Проклятые не плачут / The Damned Don't Cry! — репортёр (в титрах не указан)
- 1950 — Врата дьявола[англ.] / Devil's Doorway — Спад Кит (в титрах не указан)
- 1951 — Штормовое предупреждение / Storm Warning — судебный пристав (в титрах не указан)
- 1951 — Позвоните мне, мистер[англ.] / Call Me Mister — капрал, адъютант полковника (в титрах не указан)
- 1951 — Под прицелом / Under the Gun — Стоунер (в титрах не указан)
- 1951 — Маленький дивиденд отца / Father's Little Dividend — таксист (в титрах не указан)
- 1951 — Неизвестный человек / The Unknown Man — водитель-интерн Скорой помощи (в титрах не указан)
- 1951 — Два билета на Бродвей[англ.] / Two Tickets to Broadway — солдат в ночном клубе (в титрах не указан)
- 1952 — Есть место ещё для одного[англ.] / Room for One More — предводитель скаутов (в титрах не указан)
- 1952 — Криминальная полоса в прессе США / Deadline – U.S.A. — репортёр (в титрах не указан)
- 1952 — Молодой человек с идеями[англ.] / Young Man with Ideas — мужчина с телефоном (в титрах не указан)
- 1952 — Дипкурьер / Diplomatic Courier — клерк в Управлении разведки (в титрах не указан)
- 1952 — Мы не женаты! / We’re Not Married! — зритель на конкурсе красоты (в титрах не указан)
- 1952 — Мартышкин труд / Monkey Business — таксист (в титрах не указан)
- 1952 — Мой мужчина и я[англ.] / My Man and I — судебный клерк (в титрах не указан)
- 1952 — Потому что ты моя / Because You're Mine — сержант (в титрах не указан)
- 1952 — Миллион долларов для русалки[англ.] / Million Dollar Mermaid — инженер-фильмотехник (в титрах не указан)
- 1952 — Злые и красивые / The Bad and the Beautiful — техник-осветитель в студии (в титрах не указан)
- 1952 — Сначала и потом[англ.] / Above and Beyond — Стив Хэддок (в титрах не указан)
- 1953 — Трудный путь[англ.] / Trouble Along the Way — Отец Петерсон
- 1953 — Дом восковых фигур / House of Wax — сержант Джим Шейн
- 1953 — Юлий Цезарь / Julius Caesar — римлянин (в титрах не указан)
- 1953 — Идеальная жена / Dream Wife — ночной лифтёр (в титрах не указан)
- 1953 — Роман с незнакомцем[англ.] / Affair with a Stranger — Хэппи Мюррей
- 1953 — Миссия в Корее[англ.] / Mission Over Korea — пилот (в титрах не указан)
- 1953 — Взять высоту![англ.] / Take the High Ground! — Коротышка (в титрах не указан)
- 1954 — Бунт в тюремном блоке № 11 / Riot in Cell Block 11 — Шуйлер
- 1954 — Прожигая жизнь[англ.] / Living It Up — старший рейнджер
- 1954 — Личный ад 36 / Private Hell 36 — Сэм Марвин, бармен
- 1955 — Аврал на палубе[англ.] / Hit the Deck — Эдди (в титрах не указан)
- 1955 — Незнакомец верхом[англ.] / Stranger on Horseback — гостиничный клерк (в титрах не указан)
- 1955 — История из Аннаполиса[англ.] / An Annapolis Story — командор Халлек (в титрах не указан)
- 1955 — Семеро маленьких Фоев[англ.] / The Seven Little Foys — репетитор-наставник (в титрах не указан)
- 1955 — Фосфоресцирующий свет[англ.] / Foxfire — водитель автобуса (в титрах не указан)
- 1955 — Алый жакет[англ.] / The Scarlet Coat — капитан Брюстер (в титрах не указан)
- 1955 — Под дулом пистолета[англ.] / At Gunpoint — проповедник на похоронах (в титрах не указан)
- 1956 — Вторжение похитителей тел / Invasion of the Body Snatchers — Мак Ломакс
- 1956 — Встреть меня в Лас-Вегасе[англ.] / Meet Me in Las Vegas — мистер Смит-Джонсон (в титрах не указан)
- 1956 — День «Д», 6 июня / D-Day the Sixth of June — капрал Аткинсон (в титрах не указан)
- 1956 — Очистить территорию / Away All Boats — лейтенант-коммандер Гаррисон (в титрах не указан)
- 1957 — Отдать всё, что есть у меня / All Mine to Give — Кленденнинг (в титрах не указан)
- 1957 — Вампир / The Vampire — доктор Улли Бомонт
- 1957 — Дух Сент-Луиса / The Spirit of St. Louis — Голдсборо (в титрах не указан)
- 1957 — Джонни Тремейн[англ.] / Johnny Tremain — Нэт Лорн (в титрах не указан)
- 1957 — Мой слуга Годфри[англ.] / My Man Godfrey — лейтенант О’Коннор
- 1957 — Малыш Нельсон[англ.] / Baby Face Nelson — Чарльз Боннер, агент ФБР
- 1958 — Оно! Ужас из космоса / It! The Terror from Beyond Space — астронавт Эрик Ройс
- 1958 — Я хочу жить! / I Want to Live! — капитан Сан Квентин
- 1959 — Последний поезд из Ган-Хилл[англ.] / Last Train from Gun Hill — Энди, помощник шерифа (в титрах не указан)
- 1959 — День преступника[англ.] / Day of the Outlaw — Док Ланджер, ветеринар
- 1959 — Край вечности[англ.] / Edge of Eternity — заправщик на АЗС
- 1963 — Уик-энд в Палм-Спрингс[англ.] / Palm Springs Weekend — глава мальчишеского клуба (в титрах не указан)
- 1964 — Рабочий по найму / Roustabout — Артур Нильсен
- 1965 — Шенандоа / Shenandoah — Абернати
- 1970 — Общественный клуб города Шайенн[англ.] / The Cheyenne Social Club — Джедедайя У. Уиллоубай
- 1972 — Ярость[англ.] / Rage — доктор Томпсон
- 1973 — Белая молния[англ.] / White Lightning — Папаша Маккласки
- 1988 — Слияние двух лун / Two Moon Junction — Кайл
- 1989 — Закат: Вампиры в изгнании[англ.] / Sundown: The Vampire in Retreat — Отто
- 1990 — Район «Пасифик-Хайтс» / Pacific Heights — мистер Тэйер
- 1994 — Маленькие великаны / Little Giants — Уилбур
- 1997 — Воздушная тюрьма / Con Air — старик под грузовиком
- 1999 — Зелёная миля / The Green Mile — Пол Эджкомб в старости

### Телевидение
- 1950—1957 — Театр «Файрсайд»[англ.] / Fireside Theatre — разные роли (в 18 эпизодах)
- 1952, 1954 — Кавалькада Америки[англ.] / Cavalcade of America — разные роли (в 3 эпизодах)
- 1952—1953, 1958 — Приключения Супермена[англ.] / Adventures of Superman — разные роли (в 3 эпизодах)
- 1954—1957, 1959—1960 — Письмо Лоретте[англ.] / Letter to Loretta — разные роли (в 9 эпизодах)
- 1954, 1965 — Лесси / Lassie — разные роли (в 3 эпизодах)
- 1955—1956 — Театр научной фантастики[англ.] / Science Fiction Theatre — разные роли (в 3 эпизодах)
- 1956, 1958—1959, 1961 — Театр Зейна Грея Дика Пауэлла[англ.] / Dick Powell's Zane Grey Theatre — разные роли (в 6 эпизодах)
- 1956—1966, 1968, 1974 — Дымок из ствола / Gunsmoke — Уилбур Джонас (в 43 эпизодах)
- 1957 — Как выйти замуж за миллионера[англ.] / How to Marry a Millionaire — мистер Блэндиш (в 3 эпизодах)
- 1958—1959 — Взять живым или мёртвым[англ.] / Wanted Dead or Alive — разные роли (в 3 эпизодах)
- 1958, 1960—1961, 1963—1966 — Перри Мейсон / Perry Mason — разные роли (в 8 эпизодах)
- 1958—1959, 1970 — Антология телевизионных серий Уолта Диснея[англ.] / Walt Disney's Disneyland (The Wonderful World of Disney) — разные роли (в 4 эпизодах)
- 1959—1961 — Стрелок[англ.] / The Rifleman — разные роли (в 8 эпизодах)
- 1959—1960, 1965 — Караван повозок[англ.] / Wagon Train — разные роли (в 3 эпизодах)
- 1960, 1962 — Ларами[англ.] / Laramie — разные роли (в 3 эпизодах)
- 1961—1962 — Детективы[англ.] / The Detectives — разные роли (в 4 эпизодах)
- 1961—1963 — Неприкасаемые[англ.] / The Untouchables — разные роли (в 3 эпизодах)
- 1961, 1963—1964 — Сыромятная плеть / Rawhide — разные роли (в 3 эпизодах)
- 1961—1962, 1964—1965 — Шоу Энди Гриффита / The Andy Griffith Show — разные роли (в 4 эпизодах)
- 1961, 1963, 1966—1967, 1969—1971 — Бонанза / Bonanza — разные роли (в 8 эпизодах)
- 1962, 1965 — Шоу Дика Ван Дайка[англ.] / The Dick Van Dyke Show — разные роли (в 4 эпизодах)
- 1963, 1965—1967 — Беглец / The Fugitive— разные роли (в 6 эпизодах)
- 1965—1966 — Хэнк[англ.] / Hank — тренер Осси Уэйсс (в 26 эпизодах)
- 1966—1971, 1973 — ФБР / The F.B.I. — разные роли (в 10 эпизодах)
- 1967—1969 — Детектив Мэнникс[англ.] / Mannix — разные роли (в 3 эпизодах)
- 1968—1969 — Защитник Джадд[англ.] / Judd, for the Defense — разные роли (в 3 эпизодах)
- 1968—1969 — Призрак и миссис Мьюр[англ.] / The Ghost & Mrs. Muir — Норри Кулидж (в 6 эпизодах)
- 1969, 1970, 1973 — Детектив Айронсайд[англ.] / Ironside — разные роли (в 3 эпизодах)
- 1974—1984 — Маленький домик в прериях / Little House on the Prairie — преподобный Роберт Алден[англ.] (в 76 эпизодах и 2 телефильмах)
- 1976 — Улицы Сан-Франциско / The Streets of San Francisco — охранник (в 1 эпизоде)
- 1992—1996 — Застава фехтовальщиков / Picket Fences — преподобный Генри Новотни (в 20 эпизодах)
- 2001—2002 — Может быть, это я[англ.] / Maybe It's Me — дедушка Фред Стейдж (в 21 эпизоде)
- 2003 — Лиззи Магуайер / Lizzie McGuire — Мо (в 1 эпизоде)

### Сразу-на-видео
- 1992 — Дом 4 / House IV — Папаша